# البراري (رواية)
البراري: حكاية (بالإنجليزية: The Prairie: A Tale)‏ هي رواية صدرت عام 1827 بقلم جيمس فينيمور كوبر، وهي ثالث رواية كتبها تضم شخصية ناتي بومبو. لم يسمى بومبو باسمه في الرواية، ولكن أشير إليه باسم «الصياد» أو «الرجل العجوز». حسب المسار الزمني فإن البراري هي الحكاية الخامسة والأخيرة من حكايات جامع الجلود، رغم أنها نشرت قبل باثفايندر (1840) وصياد الغزلان (1841). وهي تصور ناتي في السنة الأخيرة من حياته وهو لا يزال يقدم العون للناس على الحدود الأمريكية. يشير الكتاب في كثير من الأحيان إلى الشخصيات والأحداث من الكتابين المنشورين سابقا في حكايات جامع الجلود فضلا عن الكتابين الذان كتبهما كوبر في مدار عشر سنوات. تشير الاستمرارية مع كتاب آخر الموهيكيين إلى ظهور حفيد دنكان وأليس هيوارد، فضلا عن القلب القوي زعيم الباوني، وأتى اسمه من اللقب الفرنسي لقبيلة ديلاوير، le Coeur-dur.

## روابط خارجية
- البراري على موقع الموسوعة البريطانية (الإنجليزية)